# Antsohihy
Antsohihy est une commune urbaine malgache, chef-lieu du district homonyme, située dans la partie ouest de la région de Sofia dans la province de Mahajanga. Elle est proche de la Réserve spéciale de Bora.

## Géographie
Antsohihy est le chef-lieu de la région Sofia, région malgache du Nord-Ouest de Madagascar. Elle se situe à 730 km d'Antananarivo sur la route nationale no 6 reliant Antsiranana à Ambondromamy et Antananarivo, entre les communes de Befotaka à 63 km et d'Ankerika.
La ville bénéficie d'un port fluvial accessible aux boutres, qui remontent l'estuaire et la rivière Loza au grè des marées, et assurent un lien avec la ville d'Analalava sur la côte du canal de Mozambique. 
La Réserve spéciale de Bora se trouve à proximité d'Antsohihy.

## Histoire

### Origine
La ville d’Antsohihy est fondée à la fin du XVIIe siècle par les Sakalava, Makoa, et Tsimihety. Le nom de la ville a été donné, il y a longtemps, par un résident nommé Zamany Aboaligny. Cela vient du fait que l'endroit où la ville y est aujourd'hui était une forêt et un arbre appelé Sohihy fut très présent et remarqué. Antsohihy veut littéralement dire "là où il y a plusieurs de sohihy"
La première place était à la station Jovenna Ankiririky, là y pousse un grand arbre appelé Sohihy d’où la ville a pris son nom Antsohihy.

### Histoire administrative
Lors de la construction, l’état civil était rattaché au chef de canton et chef district. C’était encore une commune rurale. Le premier Maire était Ratelolahy Gilbert, ex-militaire en 1955 à 1960.
Pendant la Première République, le 2e maire Rasidy Réné a commencé le plan d’urbanisme (1966). En 1968 le nouveau Lapan'ny Tana.
La commune possède deux camion bennes marque Savien au service de voirie et un véhicule de marque Peugeot 403.
En 1966, adduction d’eau et électrification avec SEM. Il a construit des pavillons et on a entretenu trois jardin public ; l’un en face de la BNI actuelle, l’autre en face du BVF et le dernier à la place du 29 mars 1947.
La commune a un syndicat et possédait un atelier garage sis à Drahoa à l’Est chambre le paradisier. Elle a un stade municipal sis au Fokontany Ankiririky-Nord, Rasidy a construit la place marché Ambalabe. Au temps de la 2e République, la commune s’est convertie en 'Firaisampokotany Antsohihy.
En 1977, y fut élu et la place du président de Firaisampokotany le nommé Ndrianony Alphonse délégué d’Agriculture.
En 1982, Rakotobe Jean de Dieu a pris la place du président Firaisampokotany. Depuis ce temps toutes les infrastructures de la Première République étaient en ruine. On trouve plus de service voirie ni la politique d’assainissement, on y voit plus du plan urbanisme , c’est le règne de la construction illicite et se cumule jusqu'à nos jours.
Pendant l’événement Hery Velona et Fédéraliste, la commune était présidé par un PDS appelé Jean Paul Roger (1991-1992). Il a fait construire deux escaliers, l’un de Haute-Ville au stade municipal et l’autre de bazar katakata vers au bureau Jirama.
Lors de la 3e République (1992), Asmany Masolahy a pris le pouvoir. Durant ce régime, le titre de maire est réutilisé. C'est pendant cette période que la commune a investi pour la construction du marche de Tsaramandroso. En 1997, Rakotoarivony Emmanuel a été remplace le maire de la commune urbaine d’Antsohihy. Nous remarquons qu’à chaque période de grève politique ; notamment, événements politique du 1991 et 2002, la commune d’Antsohihy est présidée par un PDS.
Depuis 2007, Rakotondravony Victor Mikhet est le maire, il pratique une politique d’ouverture. La commune a obtenu de la part du Gouvernement un fonds pour construction le pont Kôla, à l’hôtel Diego en béton.

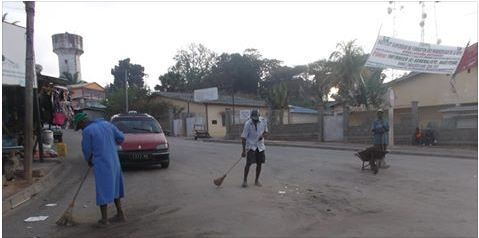
Antsohihy Majihy (Antsohihy qui déteste la saleté)

Le maire est en collaboration avec le pouvoir central à la construction du bureau du tribunal de la 1re instance ; proprement dite avec ministère de la justice. Il a aussi obtenu du Ministère de l’Éducation Nationale un fonds de construction du Bureau DREN, a fait collaboration à la Fondation Aga Khan (en) (AKF) au lancement du projet Atsohihy Majihy par la suite de la commune est dotée des trois Kubotat a chariot pour évacuation des ordures. En effet, la commune a construit plus de vingtaine des Bacs à ordure (construction en dur) et elle a déposé une centaine poubelle métallique au bord des routes principales.
Le maire a vu le fonds pour électrification au quartier d’Analamanga fokontany Ankiririky-Nord. Il fait construire des l’écoles EPP dont une a Bekitrôbaka et l’autre Antafiamadamo, tous les toits sont en tôle sans oublier celle à Beloy. La commune a construit un nouveau dispensaire à Antafiampatsa. Elle a construit deux escaliers, dont un à Ambodifinesy Haute-Ville menant à Farafangahely et l’autre du jardin de 29 mars 1947 avec électrifications et des jets d’eau avec des banquettes, le Bazar et des pavillons à Ambalabe suivi de la réhabilitation des marchés existant avec assainissement.
La commune a obtenu un fonds pour forage des puits à chaque Fokontany. Celui-ci provient du service catholique en collaboration avec Mgr Rosario Vella, évêque d'Ambanja. La commune a obtenu un financement du pouvoir central pour construire un marché aux normes internationales, ainsi que pour réhabiliter les 17 km de rues de la ville.

### Historique sur les fokontany dans la commune urbaine d'Antsohihy
- Kijanimanjofo : Haute ville ;
- Antafiampatsa ;
- Ambohitradala : Ambalakida ;
- Ambalabe ;
- Ankiririky ;
- Antanananiantimoro
- Farafangahely .

1. Kijanimanjofo (haute ville) : d’ après ce nom " Kijany + manjofo " Kijany signifie le pou de zébu , manjofo désigne un sol poussiéreux, nous l’avions constaté lorsque le vent soufflait.
2. Ambohitradala : c’était un quartier des prostituées.
3. Ambalakida : vient du nom " kida " : signifie banane , le quartier était couvert de bananier.
4. Ambalabe : était un parc à bœuf dont ils seraient envoyés à Antsiranana, transportés par deux bateaux du générale Pau et Le générele Fosch.
5. Ankiririky : vient du mot « mikiririky » qui veut dire couler, car dans ce quartier il y avait un puits avec un tuyau et l’eau coule petit à petit au bord de la rivière.
6. Antanananiantomoro : une certaine Lemalaza, antemoro, habitait dans le quartier.
7. Farafangahely : c’est dans ce quartier que plusieurs farafanganiens demeurent.

## Administration

### Liste des maires
- Gilbert Ratelolahy
- Biseva
- Bernardien Lema

Maire de la commune urbaine :
- Rene Rasidy
- Alphonse Ndrianona
- Jean-Didier Rakotobe
- Danniel Rakotovao
- Mely
- Asman Masolahy
- Victor Mickey
- Mara Donner

## Démographie
| Communes rurales  | 2009   | 2010   |
| ----------------- | ------ | ------ |
| Ambodimanary      | 17 667 | 18 727 |
| Antsahabe         | 18 621 | 19 738 |
| Anahidrano        | 16 135 | 17 103 |
| Anjiamangirana    | 17 534 | 18 586 |
| Ampandriankilandy | 18 810 | 19 938 |
| Anjalazala        | 18 144 | 19 232 |
| Andreba           | 15 136 | 16 044 |
| Maroala           | 20 455 | 21 682 |
| Ankerika          | 19 473 | 20 641 |
| Ambodimadiro      | 14 578 | 15 452 |
| Ambodimandresy    | 14 33  | 15 298 |

| COMMUNE           | NOMBRES DE FOKONTANY |
| ----------------- | -------------------- |
| Antsohihy         | 07                   |
| Ambodimanary      | 18                   |
| Antsahabe         | 23                   |
| Anahidrano        | 14                   |
| Anjiamangirana    | 18                   |
| Ampandriankilandy | 16                   |
| Anjalazala        | 14                   |
| Andreba           | 08                   |
| Maroala           | 12                   |
| Ankerika          | 12                   |
| Ambodimadiro      | 11                   |
| Ambodimandresy    | 14                   |
| TOTAL             | 167                  |

## Économie

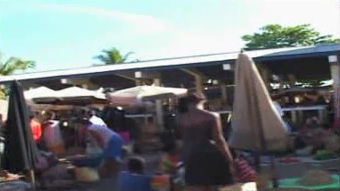
Bazarikely Ambalabe Antsohihy (Petit marché d'Ambalabe)
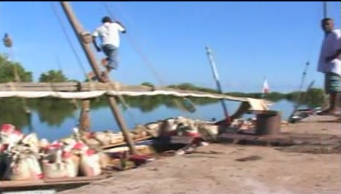
Port koro d'Antsohihy (Le vieux port d'Antsohihy)
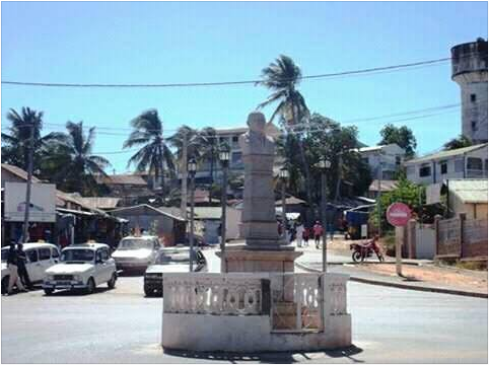
Rond-point d'Antsohihy (Montrant la statue de TSIRANANA Philbert)
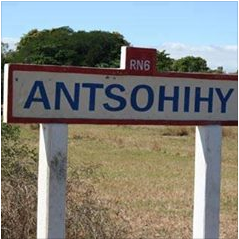
Panneau Antsohihy.